# Allium crystallinum
Allium crystallinum — вид рослин з родини амарилісових (Amaryllidaceae); поширений в Таджикистані й Узбекистані.

## Опис
Листків 2. Зонтик 2.5–3.5 см у діаметрі. Сегменти оцвітини білі з червонуватими серединними жилками.

## Поширення
Поширений в Таджикистані й Узбекистані.